# Gueswendé Sawadogo
Gueswendé Sawadogo (31 de desembre de 1977) és un ciclista burkinès. En el seu palmarès destaquen les dues victòries al Boucle du Coton del 2005 i 2008.

## Palmarès
- 2002
  - Vencedor de 2 etapes del Tour de Faso
  - Vencedor d'una etapa del Tour de Mali
- 2005
  - 1r al Boucle du Coton
- 2008
  - 1r al Boucle du Coton
- 2009
  - Vencedor d'una etapa de la Boucle du Coton